# Монцамбано
Монцамбано (італ. Monzambano) — муніципалітет в Італії, у регіоні Ломбардія, провінція Мантуя.
Монцамбано розташоване на відстані близько 420 км на північ від Рима, 120 км на схід від Мілана, 26 км на північ від Мантуї.

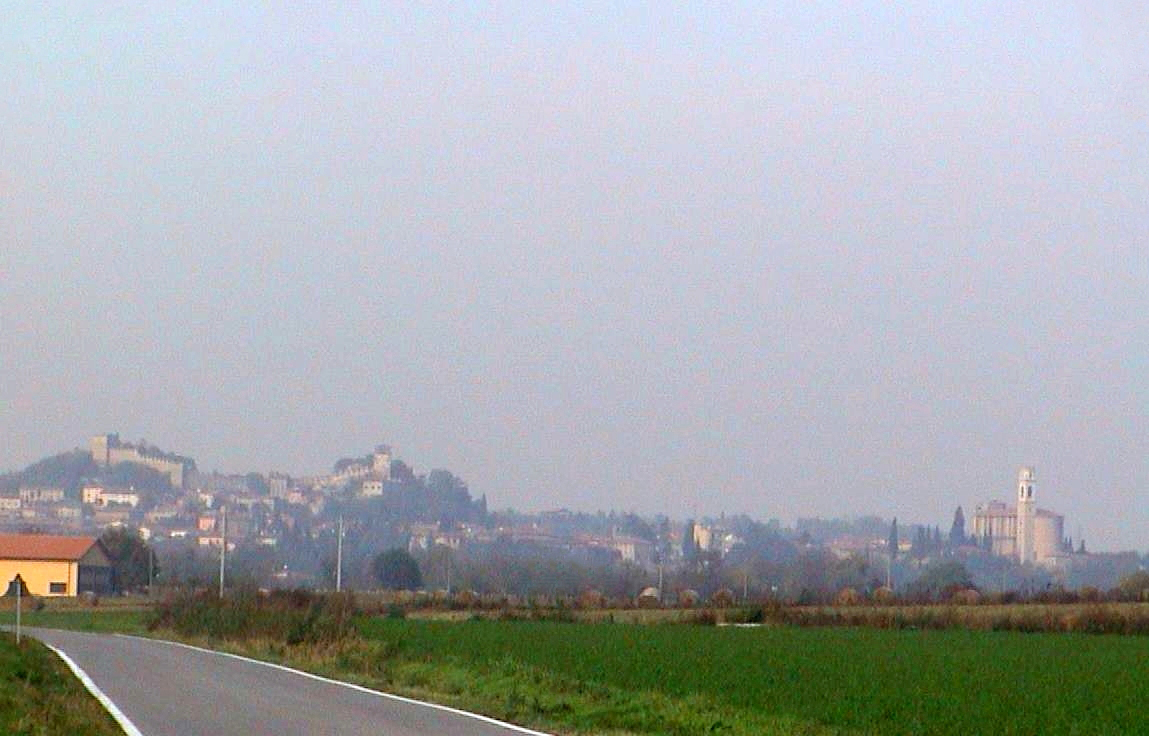

Населення — 4878 осіб (2014).
Покровитель — святий Варфоломій.

## Демографія
Населення за роками:

Станом на 1 січня 2023 року в муніципалітеті офіційно проживало 566 іноземців з 52 країн, серед них 189 громадян країн Євросоюзу та 23 громадяни України.

## Сусідні муніципалітети
- Кавріана
- Понті-суль-Мінчіо
- Поццоленго
- Валеджо-суль-Мінчіо
- Вольта-Мантована